# Virtus Francavilla Calcio
 (juin 2018).
Maillots
Actualités
Le Virtus Francavilla Calcio est un club de football italien de Francavilla Fontana. 

## Histoire
En 2015-2016, le club a terminé en tête de sa poule en  Serie D, avant de s'incliner lors du premier tour de la phase suivante.
Le club évolue pour la première fois de son histoire en Serie C (3e division), lors de la saison 2016-2017.